# Wygoda (rejon mostowski)
Wygoda (biał. Выгода; ros. Выгода) – wieś na Białorusi, w obwodzie grodzieńskim, w rejonie mostowskim, w sielsowiecie Piaski.
Dawniej folwark. W dwudziestoleciu międzywojennym leżała w Polsce, w województwie białostockim, w powiecie wołkowyskim, w gminie Piaski.